# 神臂城
神臂城，又名老泸州或铁泸城，位于中国四川省泸州市合江县焦滩乡的长江畔，距合江县城约30公里，是南宋四川置制司抗蒙山城之一。神臂城四周皆为悬崖，其西南北三面环水，犹如一处伸入川江的半岛，川江复杂险恶的水情使其成为一处天然壁垒。
神臂城建于淳祐三年（1243年），时任南宋四川安抚制置使的余玠将泸州治所迁入此城。直到景炎二年（1277年）神臂城才最终失陷，坚守抗蒙长达34年。由于神臂城对巩固南宋长江防线和保卫战时四川置制司驻地重庆都具有极高的战略意义，使其成为宋元双方争夺的焦点，曾5次易手，为同时期众多抗蒙山城所罕见。神臂城东门、西门（神臂门）及城墙皆保存完好，同时还保存有护城池、较场、钟鼓楼、烽火台、水寨、衙署等遗址。此外神臂城中还留有后世褒贬南宋尽忠和叛降史实的“许彪孙托孤”及“刘整降元”两处石刻，和中国境内最大的玄武石刻。2007年6月1日公佈為四川省第七批文物保護單位。2013年3月5日列為第七批全國重點文物保護單位。